# Onthophagus sulawesijohkii
Onthophagus sulawesijohkii es una especie de insecto del género Onthophagus, familia Scarabaeidae, orden Coleoptera.
Fue descrita científicamente por Ochi, Kon & Barclay en 2016.